# Migmacastor
Migmacastor é um membro da família Castoridae, conhecido cientificamente como Migmacastor procumbodens. Apena um espécime foi reportado, um crânio do Oligoceno ou perto Mioceno.
Características do dentes incisivos do Migmacastor indica que ele utilizava para cavar. Outros castores extintos, incluindo o mais conhecido Palaeocastor, eram fossoriais (cavadores), mas o Migmacastor mas Migmacastor pode ter se tornado um cavador de forma independente. 